# René Roels
René Roels (Sint-Niklaas, 3 september 1937 - Gent, 28 januari 2023) was een Belgisch kajakker. Hij nam eenmaal deel aan de Olympische Spelen en behaalde daarbij geen medailles.

## Biografie
Roels nam in 1964 deel aan de Olympische Spelen in Tokio. Het Belgisch Olympisch Comité was echter vergeten de wedstrijdboten op te sturen naar Tokio. Op de K2 1000 m werd hij samen met Rik Verbrugghe in een geleende boot uitgeschakeld in de halve finale. Op de K1 1000 m startte hij niet.
Roels was lid van Temse Watersportvereniging.

## Palmares

### K2
- 1964: 4e ½ fin. Olympische Spelen te Tokio - 1000m